# کریستوفر «کریپ» مک‌ویلیامز
کریستوفر «کریپ» مک‌ویلیامز (Christopher Crip McWilliams) (۱۵ دسامبر ۱۹۶۳ – ۲۸ ژوئن ۲۰۰۸)، در جریان تنش‌های ایرلند شمالی، عضوی سازمان آزادی‌بخش مردم ایرلند (IPLO) و ارتش آزادی‌بخش ملی ایرلند (INLA) بود. او به اتهام قتل بیلی رایت، رهبر نیروی داوطلب وفادار (LVF) که توسط واحد ارتش آزادی‌بخش ملی ایرلند به رهبری مک‌ویلیامز در زندان مازه به ضرب گلوله کشته شد، محکوم گردید.

## پس‌زمینه
مک‌ویلیامز در ۱۵ دسامبر ۱۹۶۳ میلادی چشم به جهان گشود و در شهر بلفاست غربی که شدیداً جمهوری‌خواه بود، بزرگ شد. برادر بزرگ و ۱۶ ساله (نا فیانا) از سوی سربازان ارتش بریتانیا در سال ۱۹۷۷ به اتهام این‌که او در جریان اعتراضات بالی‌مورفی بمب دستی پطرولی را به سمت پوسته نظارتی پرتاب کرد، به رگبار بسته شد. یک هفته بعد از مرگ برادرش، مک‌ویلیامز مطلبی را دربارهٔ مرگ برادرش در روزنامه «آیرش نیوز» (روزنامه ایرلندی) منتشر کرد که در آن گفته بود: «او توسط یک بزدل، از پشت هدف گلوله قرار گرفت و به عنوان یک قهرمان جان باخت».

## فعالیت‌های شبه‌نظامی
مک‌ویلیامز در سال ۱۹۸۴ به دلیل دست داشتن در تیراندازی در یک آپارتمان در ناحیه لینادون در غرب بلفاست که در اثر آن پاول مک‌کان، یکی از چهره‌های تأثیرگذار ارتش آزادی‌بخش ملی ایرلند و یک پلیس سلطنتی اولستر کشته شدند، زندانی گردید، ولی مدت حبس‌اش را تکمیل نکرد. هفت سال بعد که مک‌ولیامز هنوز عضوی سازمان آزادی‌بخش مردم ایرلند بود به دلیل قتل کام ماهون، مدیر یک می‌خانه در ۱۵ دسامبر ۱۹۹۱ به حبس ابد محکوم شد. ماهون در آن هنگام از مک‌ویلیامز و دوستانش خواسته بود تا کلب سنوکر فریمز واقع در جاده کوچک دونیگال، بلفاست را که روز تولد مک‌ویلیامز بود، ترک کند. متعاقباً مک‌ویلیامز اظهار داشت که او ماهون را به قتل نرسانیده‌است و تصریح کرد که او فرد مسلح متهم و عضوی سازمان آزادی‌بخش مردم ایرلند را که در واقع به ماهون شلیک کرده و او را به قتل رسانیده‌است، نام خواهد برد.

## تیراندازی بیلی رایت
در مورد زندانیان ارتش آزادی‌بخش ملی ایرلند در زندان نزدیک مگهابری تخطی‌های امنیتی وجود داشت و مک‌ویلیامز نیز یکی از جمله زندانیان ارتش آزادی‌بخش ملی ایرلند بود که از زندان مگهابری به زندان مازه انتقال داده شد. در زمانی‌که مک‌ویلیامز در زندان مگهابری بود، به ارتش آزادی‌بخش ملی ایرلند پیوست.
مک‌ویلیامز در ۲۷ دسامبر ۱۹۹۷، بیلی رایت، رهبر جنبش نیروی داوطلب وفادار، معروف به «شاه موش» را به ضرب گلوله از پا درآورد. در اوایل سال ۱۹۹۷، زندانیان آزادی‌بخش ملی ایرلند در زندان مازه به مأموران زندان اطلاع داده بودند که «آن‌ها قصد دارند در فرصت به‌دست آمده نیروی داوطلب وفادار را خارج سازند». سازمان مأموران زندان گفت که اقدامات احتیاطی اتخاذ شده‌است تا اطمینان حاصل شود که زندانیان این دو سازمان باهم ارتباط نداشته باشند، چون طرف‌ها در آن زمان تن به آتش‌بس نمی‌دادند و به صورت خشونت‌آمیز علیه یکدیگر قرار می‌گرفتند. هرچند، زندانیان آن‌ها در همان بلاک زندان – بلاک –H شماره ۶ مستقر شدند و علی‌رغم هر نوع اقدمات احتیاطی که در دست گرفته شده بود، یک گروه از ارتش آزادی‌بخش ملی ایرلند با تفنگچه قاچاق شده به داخل زندان به رهبری مک‌ویلیامز و دو تن دیگر؛ جان کنوی و جان «سونی» گیلینون به سقف وینگ الف زندان بالا شدند و خود را به محوطه بیرونی بلاک – H شماره ۶ خود را انداختند.
این سه نفر بی‌درنگ در مقابل ماشین زندان کمین گرفتند که او را برای ملاقات با دوست دخترش و پسرش انتقال می‌داد. کنوی در حالی‌که راننده ماشین را مهار کرده بود و گیلینون از او حمایت می‌کرد، دروازه عقب ماشین را باز کرد که رایت همراه با دو تن دیگر؛ نورمان گرین، یکی از اعضای جنبش نیروی داوطلب وفادار و یک مأمور زندان در آن نشسته بودند. مک‌ویلیامز در حالی‌که به سوی رایت لبخند می‌زد، این کلمات را فریاد زد: «داوطلبان مسلح جنبش آزادی‌بخش ملی ایرلند»! و سپس تفنگچه (مجارستی PA-63 نیمه اتوماتیک) را به سمت رایت گرفت و رایت عاجل از جایش برخاست و مک‌ویلیامز را به بیرون از ماشین انداخت.
در همین لحظه گرین و مأمور زندان به‌خاطر حفظ جان شان خود را به زمین انداختند و مک‌ویلیامز به سوی رایت شلیک کرد. رایت باوجود این‌که زخمی شده بود همچنین به لگدزدن و تهدید کردن مک‌ویلیامز ادامه می‌داد. سپس مک‌ویلیامز داخل ماشین زندان شد و هفت گلوله به سمت رایت شلیک کرد. رایت پس از شلیک مرمی آخری که بر شریان بزرگ‌اش اصابت کرد، جان باخت. این سه مرد سپس به وینگ زندان برگشتند و خود را تسلیم مأموران زندان کردند. در ۲۰ اکتبر ۱۹۹۸، این سه تن به اتهام قتل و داشتن اسلحه گرم و مهمات به قصد به‌خطر انداختن زندگی دیگران، محکوم شدند؛ به خاطر دست داشتن در قتل به حبس ابد و به دلیل داشتن سلاح گرم به ۲۰ سال زندان محکوم شدند. سپس به دلیل شرایط آزاد سازی زندانیان پیمان جمعه نیک (Good Friday Agreement) تنها ۲ سال را در زندان سپری کردند و آزاد شدند.

## تحقیق همکاری کوری
ماهیت قتل رایت در یک زندان شدیداً تحت امنیت، این گمان را برجسته کرد که مقامات کشور با اعضای جنبش آزادی‌بخش ملی ایرلند همکاری کرده‌اند تا رایت کشته شود، چون او در برابر پروسه تازه به‌وجود آمده صلح ایرلند شمالی، خطر ایجاد می‌کرد. پدر رایت برای دادگاه تحقیق در مورد قتل پسرش کارزاری را به راه انداخت و از مقامات ایرلند شمالی، بریتانیا و ایرلند برای رسیدگی به این معضل خواستار کمک شد. این قتل طبق تحقیق همکاری کوری مورد بررسی قرار گرفت و سفارش شد که حکومت بریتانیا تحقیق و بازجویی دربارهٔ شرایط مرگ رایت را آغاز نماید.
در ماه ژوئن ۲۰۰۵، تحقیق و بازجویی دربارهٔ قتل رایت به ریاست لرد مک‌لین، آغاز شد. در این تحقیق، برخی دانشمندان و افراد برجسته از قبیل؛ اندریو کویل از دانشگاه لندن و اسقف سابق هریفورد، کشیش جان الیور حاضر بودند.
پس از قتل بیلی رایت، مارتین اوهاگان روزنامه‌نگار با مک‌ویلیامز مصاحبه کرد و اعضای جنبش نیروی داوطلب وفادار را خشمگین ساخت. اندکی بعد، اوهاگان مقاله‌ای دیگری را منتشر کرد که در آن مک‌ویلیامز را به تعقیب کردن یک دختر مدرسه متهم کرد.

## پس از آزادی او
مک‌ویلیامز به‌خاطر قتل رایت تنها دو سال را در زندان سپری نمود و در ۲۰ اکتبر ۲۰۰۰ پس از شرایط پیمان جمعه نیک از زندان مگیلیگان آزاد شد. او پس از آزاد شدن، پیشنهاد برگشت به زندان مازه را برای طرح قتل ارائه کرد، اما از جزئیات حمله چیزی نگفت. او همچنین می‌دانست که کامره‌های امنیتی کار نمی‌کنند و در آن روز در برج مراقبت کسی نمی‌باشد. مک‌ویلیامز همچنین اظهار داشت که «تصمیم اتخاذ شده بود تا بیلی رایت کشته شود، چون او مردی بود که تصمیم گرفته بود کارزار کشتار ظالمانه‌ای کاتولیک‌های بی‌گناه را از داخل زندان رهبری کند». در سال ۲۰۰۶، ویلی فریزر، مبارز قربانیان آرماگ جنوبی، پس از این اتهامات که مک‌ویلیامز یک‌بار دیگر با جمهوری‌خواهان مخالف در ساوت داون درگیر شده‌است، خواستار زندانی شدن او گردید.

## مرگ
میک‌ویلیامز در ۲۸ ژوئن سال ۲۰۰۸ میلادی در بیمارستان دیسی هیل در شهر نیوری، از اثر ابتلاء به سرطان به عمر ۴۴ سالگی درگذشت.

## ارجاعات
1. ↑  Sutton, Malcolm. "CAIN: Suttton Index of Deaths". Retrieved 28 June 2008.
2. ↑  "Unpopular loner loses appeal". Irish Examiner. Examiner Publications. 22 اکتبر 1998. Archived from the original on 24 June 2008. Retrieved 28 June 2008.
3. ↑  Oliver, Joe (20 اکتبر 2000). "Member of INLA squad that killed Wright set free". Irish Examiner. Examiner Publications. Archived from the original on 29 September 2007. Retrieved 28 June 2008.
4. ↑  McDonald, Henry (18 March 2001). "Wright killer in hiding from IRA". The Guardian. Retrieved 28 June 2008.
5. ↑  Police files on Billy Wright murder
6. ↑  Transcript of the BBC Newsnight story, "The Killing of Billy Wright"
7. ↑  "British Irish Rights Watch submission to the Billy Wright Inquiry". British Irish Rights Watch. Archived from the original on 31 March 2008. Retrieved 28 June 2008.
8. ↑  "House of Commons Hansard Debates for 19 Jun 2003 (pt 32)". Parliament of the United Kingdom. 19 June 2003. Retrieved 28 June 2008.
9. ↑  McKittrick, David (1 April 2004). "Government to launch inquiries into four Northern Ireland 'dirty killings'". The Independent (UK). Independent News & Media. Retrieved 13 November 2020.
10. ↑  "Hearing in Wright murder inquiry". BBC News. BBC. 13 December 2005. Retrieved 28 June 2008.
11. ↑  "Official Billy Wright Inquiry Page". Billy Wright Inquiry. Archived from the original on 5 July 2008. Retrieved 28 June 2008.
12. ↑  McKay, Susan (17 November 2001). "Death of a reporter". The Guardian. Retrieved 28 June 2008.
13. ↑  "Billy Wright's INLA killers released". Archived from the original on 1 August 2003. Retrieved 11 December 2006.
14. ↑  "Glasgow bar refused licence had Provo poster signed by killer"
15. ↑  Wright killers walk free
16. ↑  "Archived copy". Archived from the original on 16 June 2011. Retrieved 18 January 2011.{{cite web}}:  نگهداری یادکرد:عنوان آرشیو به جای عنوان (link)
17. ↑  Holland, Jack; McDonald, Henry (2010). INLA Deadly Divisions. Poolbeg Press. p. 453. ISBN 978-1-84223-438-9.